# Teófilo Braga
Joaquim Teófilo Fernandes Braga (Ponta Delgada, 24 de febrero de 1843-Lisboa, 28 de enero de 1924) fue un político, escritor y ensayista portugués. Fue el primer presidente provisional de la República Portuguesa y ejerció por breve tiempo el cargo de presidente de la República, en sustitución de Manuel de Arriaga, entre el 29 de mayo y el 5 de octubre de 1915.

## Biografía
Joaquim Teófilo Fernandes Braga nació en Ponta Delgada, en la isla azoriana de São Miguel el 24 de febrero de 1843. Era hijo de Joaquim Manuel Fernandes Braga, oriundo de Braga, ingeniero militar y oficial del ejército miguelista y posteriormente profesor de Matemáticas y Filosofía en el Liceu de Ponta Delgada, y de Maria José da Câmara Albuquerque, natural de la isla de Santa María. Los padres estaban emparentados con la aristocracia. El padre formaba parte de la expedición miguelista enviada a las Azores al inicio de las Guerras Liberales, habiendo sido hecho prisionero cuando la isla de São Miguel fue tomada por las fuerzas liberales y desterrado a Santa María, donde conoció a su futura esposa, originaria de la mejor aristocracia de esa isla.
Fue el menor de los siete hijos del primer matrimonio de su padre. La madre también falleció prematuramente el 17 de noviembre de 1846, cuando Teófilo tenía apenas 3 años. Su muerte y la mala relación que tenía con su madrastra, con la que su padre se casó dos años después, marcaron decisivamente su temperamento cerrado y tosco.
Se inició temprano profesionalmente trabajando en la tipografía del periódico A Ilha, de Ponta Delgada, en el cual también colaboró como redactor. En ese periodo colaboró con otros periódicos de la isla de São Miguel, entre los cuales están O Meteoro y O Santelmo.
Se estrenó en la literatura en 1859 con Folhas Verdes. Se licenció en Derecho por la Universidad de Coímbra donde fue un alumno brillante. Cuando terminó los estudios se doctoró el 26 de julio de 1868 con una tesis titulada História do Direito Português: I: Os Forais. Ese mismo año se traslada a Lisboa donde inicia su actividad como abogado y ese mismo año se casó con Maria do Carmo Xavier, hermana de Júlio de Matos, con la que tuvo tres hijos. Tanto la esposa como los hijos murieron muy jóvenes: ella en 1911 y los hijos incluso antes por lo que cuando ascendió a la presidencia de la República estaba ya viudo y sin hijos.
En Lisboa impartió clases de Literatura en el Curso Superior de Letras. Entre su carrera literaria se cuentan obras de historia literaria, etnografía (en que destacan sus recopilaciones de cuentos y canciones tradicionales), poesía, ficción y filosofía.
Comenzó su actividad política en 1878, cuando concurrió a las elecciones como candidato a diputado por los republicanos federalistas. Ejerció varios cargos destacados en las estructuras del Partido Republicano Portugués. En 1884 fue el autor de Systema de Sociologia, primer tratado de sociología en Portugal. El 1 de enero de 1910 se convirtió en miembro efectivo del directorio político junto con Basílio Teles, Eusébio Leão, José Cupertino Ribeiro y José Relvas.
El 28 de agosto de 1910 fue elegido diputado por Lisboa, y en octubre del mismo año fue nombrado presidente del Gobierno Provisional. Su carrera política terminó tras ejercer por breve tiempo el cargo de presidente de la República, en sustitución de Manuel de Arriaga, entre el 29 de mayo y el 5 de octubre de 1915.
Falleció en Lisboa, en el despacho de su casa, el 28 de enero de 1924.
En su memoria, el Banco de Portugal emitió un billete de 1000 escudos con su figura el 2 de agosto de 1983 que tuvo emisiones impresas fechadas hasta 1994.

## Obras
La vasta obra del polígrafo Teófilo Braga cubre vastas áreas, de la poesía y la ficción a la filosofía, la historia de la cultura y la historiografía crítico-literaria, y supera los 360 títulos sin contar los artículos dispersos por la prensa de la época. Abarca temas tan diversos como la Historia Universal, la Historia del Derecho, la universidad de Coímbra, el teatro portugués y la influencia de Gil Vicente, las novelas portuguesas de caballería y el romanticismo y las ideas republicanas en Portugal. También incluye artículos de debate literario y político y ensayos bibliográficos teniendo como referente a Filinto Elísio.
Como investigador de los orígenes de los pueblos, siguió la línea del análisis de los elementos tradicionales desde los mitos, pasando por las costumbres y terminando por los cuentos de tradición oral, lo que le permitió escribir obras como Os Contos Tradicionais do Povo Português (1883), O Povo Português nos seus Costumes, Crenças e Tradições (1885) e História da Poesia Portuguesa, obra en que estuvo años trabajando buscando su origen en varias épocas y escuelas.
Poesía
- Visão dos Tempos (1864)
- Tempestades Sonoras (1864)
- Torrentes (1869)
- Miragens Seculares (1884)

Ficción
- Contos Fantásticos (1865)
- Viriato (1904)

Ensayos

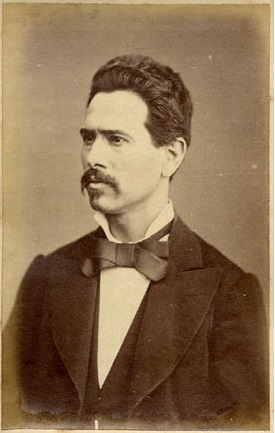
Teófilo Braga (1882)

- As Teorías Literárias - Relance sobre o Estado Actual da Literatura Portuguesa (1865)
- História da Poesia Moderna em Portugal (1869)
- História da Literatura Portuguesa (Introdução) (1870)
- História do Teatro Português (1870 – 1871) - en 4 volúmenes
- Teoría da História da Literatura Portuguesa (1872)
- Manual da História da Literatura Portuguesa (1875)
- Bocage, sua Vida e Época (1877)
- Parnaso Português Moderno (1877)
- Traços gerais da Filosofia Positiva (1877)
- História do Romantismo em Portugal (1880)
- Sistema de Sociología (1884)
- Camões e o Sentimento Nacional (1891)
- História da Universidade de Coimbra (1891 - 1902) - en 4 volúmenes
- História da Literatura Portuguesa (1909 - 1918) - en 4 volúmenes

Antologías y recopilaciones
- Antologías: Cancioneiro Popular (1867)
- Contos Tradicionais do Povo Português (1883)